# Praia da Salema
Praia da Salema
Salema é uma localidade piscatória da freguesia de Budens, município de Vila do Bispo, Algarve, em Portugal. A povoação apresenta marcas visíveis da sua ligação às artes da pesca, com ruelas sinuosas entre casas tradicionais pintadas de um branco. A povoação está integrada no Parque Natural do Sudoeste Alentejano e Costa Vicentina. Segundo o censo de 2011, tinha 276 habitantes.
A Praia da Salema está localizada na base da arriba costeira em torno da povoação com o mesmo nome.
Salema, pequena vila piscatória, é um porto de pesca, estando a zona central da praia ocupada por embarcações e pelas suas artes de pesca, como o covo ou o aparelho de anzol. É possível observar o regresso dos barcos à praia no final da faina e usufruir do resultado das pescas nos restaurantes da povoação. Na Salema existem também ruínas de uma “villa” romana e de uma fábrica de conservas de peixe, o que testemunha uma longa tradição piscatória. A praia tem um bonito passeio marginal e esplanadas sobre o mar. Algumas das secções mais antigas são do Período Cretáceo Inferior. Portanto, têm por volta de 150 milhões de anos. No topo de várias secções destas camadas sedimentares, que remetem a “prateleiras”, encontram-se pegadas fósseis de dinossauros. Embora estes fósseis fossem conhecidos localmente, os mesmos foram documentados por arqueólogos e geólogos da Universidade de Lisboa, e se tornaram oficiais em 2001. Acredita-se que o fóssil de maior tamanho e proeminência pertença a infraordem Ornithopoda. A visualização destes fósseis pode ser feita através de uma plataforma próxima à uma escadaria e está sinalizada por um painel informativo.

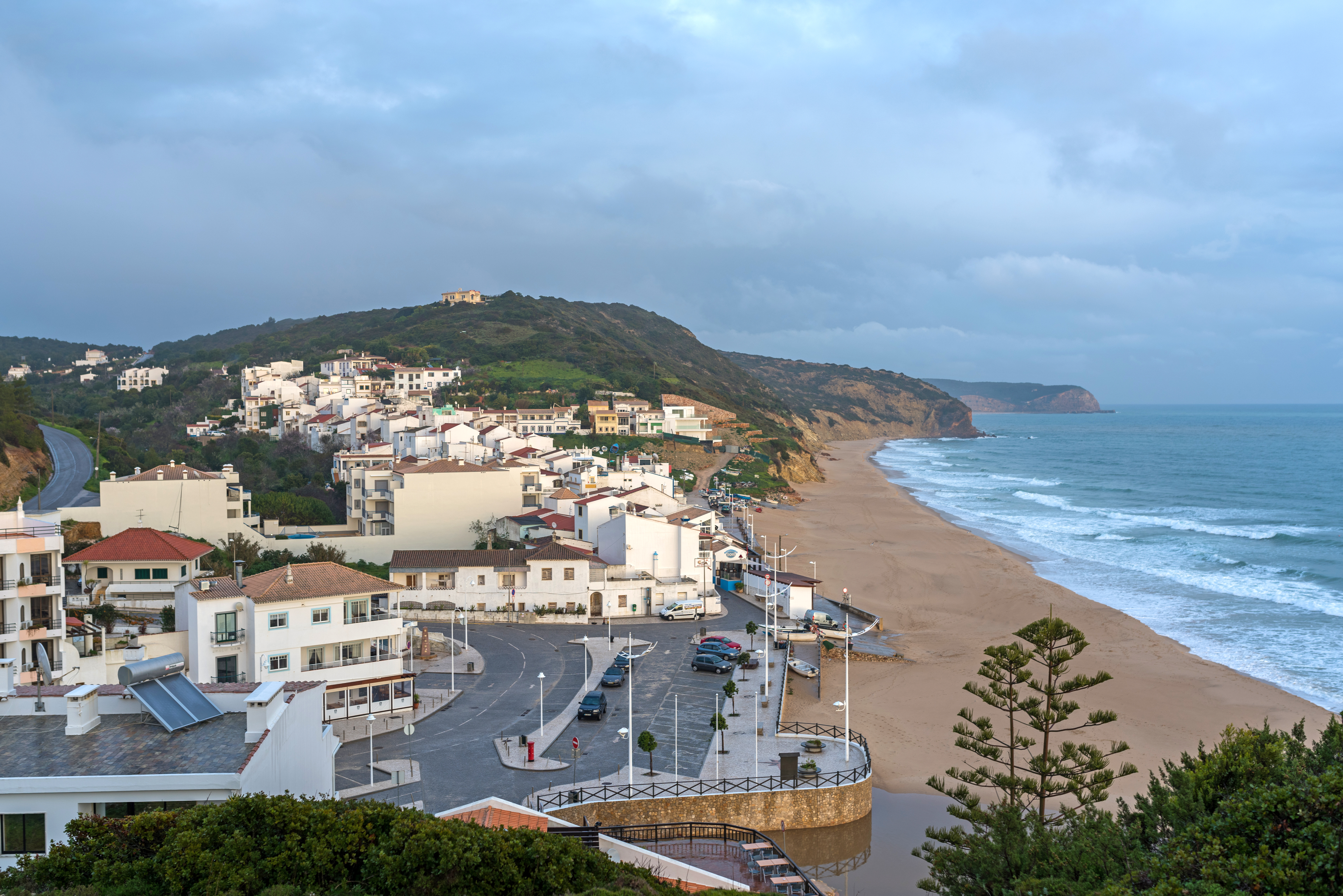
Praia da Salema, Algarve, Portugal, 2015

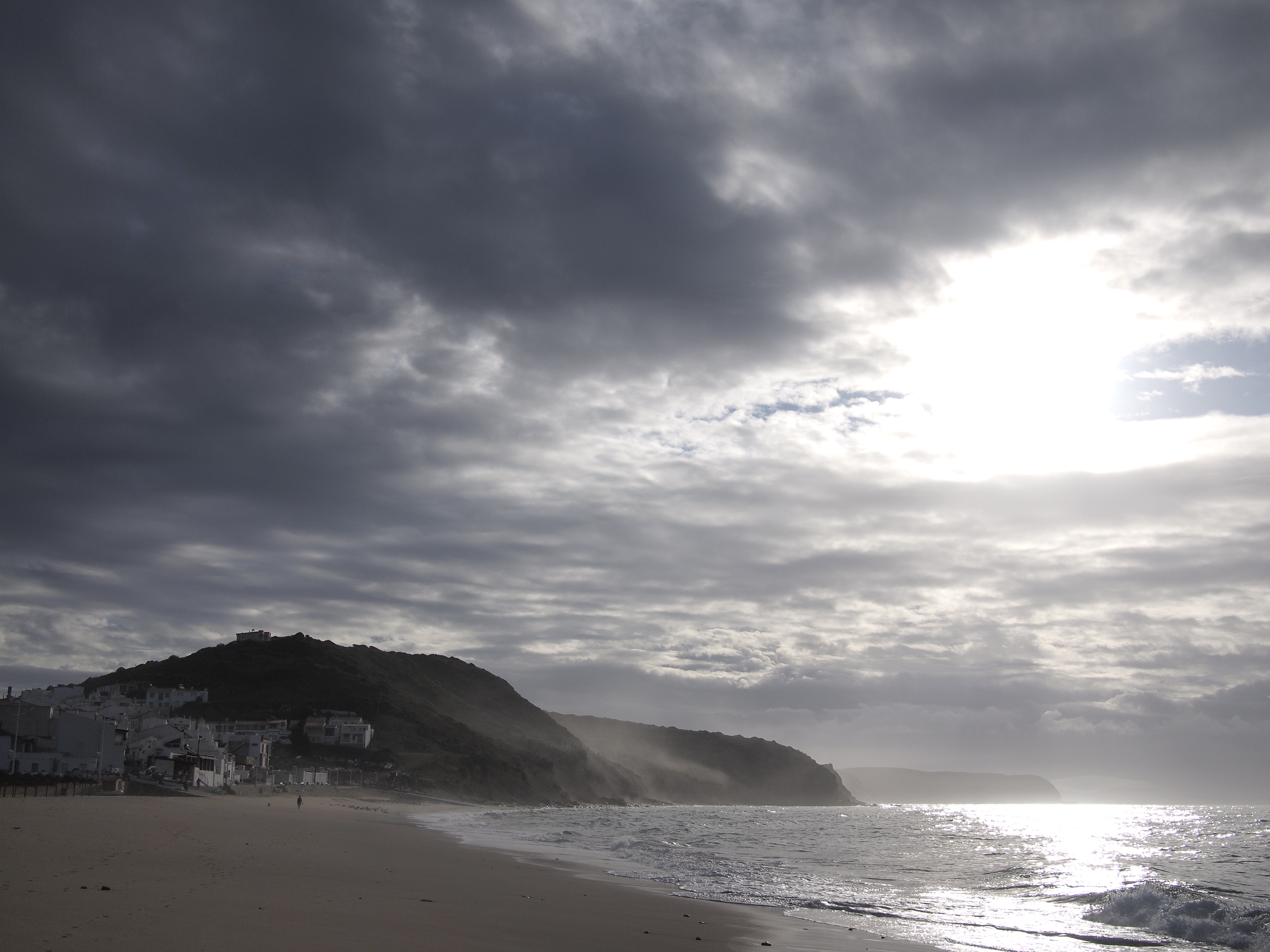
Praia da Salema, Algarve, Portugal, 2011

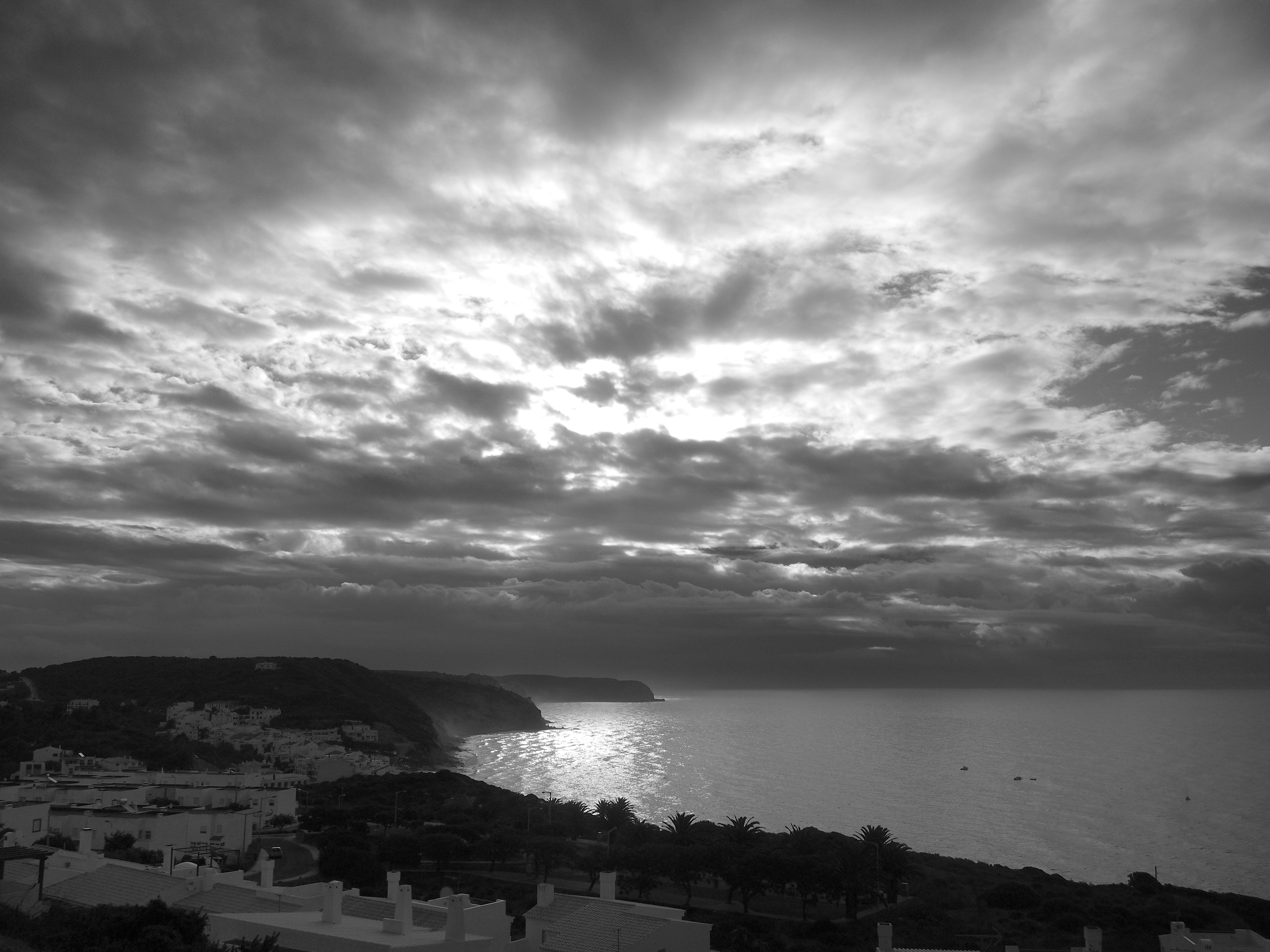
Barco na Praia da Salema, Algarve, Portugal 2011

## Reconhecimento
Em 2016 o jornal The Guardian considerou a Praia da Salema como uma das melhores praias da Europa para famílias e a 13.ª a nível mundial.